# نيلسون جي. وليامز
نيلسون جي. وليامز (بالإنجليزية: Nelson G. Williams)‏ هو ضابط أمريكي، ولد في 4 مايو 1823 في Bainbridge, New York ‏ في الولايات المتحدة، وتوفي في 30 نوفمبر 1897 في هوباتكونغ في الولايات المتحدة.